# Mândrești (okręg Gałacz)
Mândrești – wieś w Rumunii, w okręgu Gałacz, w gminie Valea Mărului. W 2011 roku liczyła 1113 mieszkańców.